# Хохлов, Станислав Антонович
Станислав Антонович Хохлов (29 ноября 1941, Троицк, Челябинская область — 2 декабря 1996, Москва) — советский и российский учёный-правовед, кандидат юридических наук, заслуженный юрист Российской Федерации, директор Исследовательского центра частного права при Президенте РФ (1992—1996), доцент кафедры коммерческого права Московского государственного университета имени М. В. Ломоносова (1992), ректор Российской школы частного права (1995—1996).

## Биография
Родился 29 ноября 1941 года в городе Троицк (Челябинская область) в семье офицера Рабоче-крестьянской Красной армии Антона Владимировича Хохлова и его жены Екатерины Александровны.
В 1946 года семья Хохловых переехала в Свердловск (в район Эльмаш), а Станислав поступил в городскую среднюю школу № 67. После её окончания в 1959 году, поступил в Свердловский юридический институт (первоначально — на вечерний, а затем — на заочный факультет), из которого выпустился в декабре 1965. Одновременно работал на заводе «Уралэлектроаппарат»; служил в Советской армии в 1960—1963 годах.
После получения высшего образования, два года работал в прокуратуре Кировского района Свердловска. Стал аспирантом Свердловского юридического института (СЮИ) в 1967 году: в апреле 1970 успешно защитил кандидатскую диссертацию, выполненную под руководством профессора Октября Красавчикова, на тему «Гражданско-правовое регулирование отношений по созданию и реализации индивидуального оборудования».
В период с 1971 по 1973 год работал на кафедре теории государства и права СЮИ; в 1973—1989 годах являлся преподавателем на недавно созданной кафедре хозяйственного права СЮИ; в период с 1977 по 1978 года проходил стажировку в школе бизнеса при университете Сити (Лондон). После возвращения из Англии стал доцентом в Свердловске. Участвовал в создании хозяйственных договоров с крупными промышленными предприятиями СССР, включая Магнитогорский металлургический комбинат (ММК), Челябинский металлургический завод («Мечел») и заводы, подведомственные Министерству тяжелого и транспортного машиностроения СССР.
В конце существования СССР, в 1989 году, стал старшим консультантом в отделе по вопросам законодательства и правопорядка, являвшемся частью секретариата Верховного Совета СССР; в 1990 году он занял пост заместителя начальника секретариата Комитета конституционного надзора СССР. Уже в России, в период с 1992 по 1996 год, являлся директором Исследовательского центра частного права при Президенте РФ. В том же, 1992, году стал доцентом на кафедре коммерческого права Московского государственного университета; в 1995—1996 годах являлся ректором Российской школы частного права.
Хохлов также входил в состав коллегии Министерства юстиции РФ (в 1994—1995 годах); в следующем году являлся судьёй третейского суда при Торгово-промышленной палате РФ.
Скончался в Москве 2 декабря 1996 года. Похоронен на Восточном кладбище Екатеринбурга.

## Работы
Являлся участником разработки общесоюзных и российских законов о собственности (1990), российского Гражданского кодекса (1992), а также — проекта Гражданского кодекса стран СНГ (1994—1995). В 1993 году он входил в состав оперативной группы, созданной для анализа и обобщения предложений и замечаний по проекту Конституции России:
- Организация и техника договорной работы на предприятии — Свердловск: СЮИ, 1982. — 81 с.[1][2][3][4]
- Правовое регулирование хозяйственных связей по выполнению работ : Учеб. пособие / С. А. Хохлов, А. В. Казаков, Г. Г. Пиликин. — Свердловск: СЮИ, 1983. — 84 с.
- Организация договорной работы в народном хозяйстве — Красноярск : Изд-во Красноярского ун-та, 1986. — 159 с.

## Семья
Старший брат: Владимир Антонович Хохлов — доктор химических наук, специалист по высокотемпературной физической химии и электрохимии ионных соединений, профессор на кафедре неорганической химии химического департамента Института естественных наук Уральского федерального университета имени Б. Н. Ельцина, главный научный сотрудник Института высокотемпературной электрохимии Уральского отделения РАН (ИВТЭ УрО РАН) с 2015 года; заместитель главного редактора журнала РАН «Расплавы».